# Zusmarshausen
Zusmarshausen er en købstad i Landkreis Augsburg i Regierungsbezirk Schwaben i den tyske delstat Bayern, med med godt 6.250 indbyggere.

## Geografi
Zusmarshausen ligger ca 23 km øst for Augsburg ved floden Zusam, for før udmundingen af Roth og fra vest Rothsees. Zusmarshausen ligger midt i Naturpark Augsburg-Westliche Wälder.

### Inddeling
I Zusmarshausen ligger landsbyerne:
- Gabelbach,
- Gabalbachergreut,
- Steinekirch,
- Streitheim,
- Vallried
  - mit Thomas-Morus-Siedelung
  - und Kleinried
- Wörleschwang,
- Wollbach und
- Zusmarshausen
  - mit Friedensdorf